# Duitsland op het Junior Eurovisiesongfestival 2020
Duitsland nam deel aan het Junior Eurovisiesongfestival 2020 in Warschau, Polen. Het was de eerste deelname van het land aan het Junior Eurovisiesongfestival. KiKa was verantwoordelijk voor de Duitse bijdrage voor de editie van 2020. 

## Selectieprocedure
Na jarenlange speculatie werd op 8 juli 2020 bevestigd dat Duitsland zou debuteren op het Junior Eurovisiesongfestival. KiKA, de gezamenlijke kinderzender van de publieke omroepen ARD en ZDF, zou instaan voor de selectie van de Duitse bijdrage. Geïnteresseerden kregen van 8 tot 31 juli 2020 de tijd om zich kandidaat te stellen voor deelname aan de Duitse preselectie. Er werden in totaal zeventig kandidaturen ontvangen. Hieruit koos een vakjury vijf kandidaten die mochten deelnemen aan Dein Song für Warschau.
In de vooraf opgenomen finale, die op 1 en 2 september 2020 werd uitgezonden, moesten de vijf deelnemers twee nummers zingen die speciaal door Levent Geiger geschreven waren voor het nationale preselectie: See you later en Stronger with you. Een vakjury, bestaande uit diezelfde Levent Geiger, Max Mutzke, Michelle Huesmann en Martin Haas, koos uiteindelijk de Duitse act voor Warschau. De keuze viel op de dertienjarige Susan, die met Stronger with you Duitsland zou mogen vertegenwoordigen op het Junior Eurovisiesongfestival 2020.

## In Warschau
Duitsland was als eerste van twaalf landen aan de beurt, gevolgd door Kazachstan. Vanwege de COVID-19-pandemie werd besloten dat alle artiesten in eigen land zouden optreden. Susan trad op in Hamburg. Duitsland kreeg in totaal 66 punten en eindigde daarmee op de twaalfde en laatste plaats. Zowel bij de vakjury als bij het grote publiek was Susan als laatste geëindigd.
2020 · 2021 · 2022 · 2023 · 2024
Duitsland · Frankrijk · Georgië · Kazachstan · Malta · Nederland · Oekraïne · Polen · Rusland · Servië · Spanje · Wit-Rusland